# اشتفان وویتک
اشتفان وویتِک (رومانیایی: Ștefan Voitec؛ تولد ۱۹ ژوئن ۱۹۰۰ میلادی – مرگ ۵ دسامبر ۱۹۸۴) روزنامه‌نگار کمونیست و سوسیالیست، سیاست‌مدار و دیپلمات رومانی کمونیست بود. این سیاستمدار زادهٔ شهر کوربیا و اهل کشور رومانی بوده.